# Ignacio Pedro VIII Abdel-Ahad
Su Beatitud Ignacio Pedro VIII Abdel-Ahad (nacido con el nombre Gregorio Pedro Abdel-Ahad; Alepo, 28 de junio de 1930-Jerusalén, 4 de abril de 2018) fue primado de la Iglesia católica siria. Su dimisión fue aceptada el 25 de enero de 2008 por el papa Benedicto XVI.
Ordenado sacerdote el 17 de octubre de 1954, fue nombrado obispo auxiliar de Antioquía de los sirios en el Líbano el 29 de junio de 1996, con el título de obispo titular de Batnae de Syrie, y consagrado el 21 de junio de 1997
Su elección el 16 de febrero de 2001 para ocupar la cabeza de la Iglesia católica siria fue confirmada por el papa, el 20 de febrero siguiente.